# Oddział Zamknięty (album)
Oddział Zamknięty – pierwszy album polskiego zespołu rockowego Oddział Zamknięty. Wydany w 1983 roku nakładem Polskich Nagrań.
Płyta ta powstawała w kilku sesjach nagraniowych. Większa część nagrań powstała w składzie czteroosobowym: Jaryczewski, Pogorzelski, Mścisławski, Szlagowski. W nagraniu utworów „Odmienić los” oraz „Party” uczestniczył również Włodzimierz Kania. Dwa utwory z ostatniej sesji „Jestem zły” oraz „Andzia i ja” zostały nagrane już z nową sekcją rytmiczną, gdyż Mścisławski i Szlagowski przeszli do Lady Pank (nie zostali też oni wymienieni na okładce albumu). Realizacja nagrań: Piotr Madziar i Przemysław Kućko. Foto: A. Karczewski. Projekt graficzny: E. Pomorska. Album osiągnął status złotej płyty, a w kwietniu 2022 – platynowej.

## Lista utworów
| Nr  | Tytuł utworu        | Muzyka      | Słowa          | Długość |
| --- | ------------------- | ----------- | -------------- | ------- |
| 1.  | „Odmienić los”      | W. Kania    | K. Jaryczewski | 3:05    |
| 2.  | „Party”             | W. Łuczaj   | K. Jaryczewski | 4:55    |
| 3.  | „Zabijać siebie”    | W. Łuczaj   | K. Jaryczewski | 3:30    |
| 4.  | „Obudź się”         | W. Łuczaj   | K. Jaryczewski | 5:05    |
| 5.  | „Jestem zły”        | A. Szpilman | K. Jaryczewski | 3:05    |
| 6.  | „Andzia i ja”       | A. Szpilman | M. Ciempiel    | 2:40    |
| 7.  | „Twój każdy krok”   | W. Łuczaj   | K. Jaryczewski | 5:00    |
| 8.  | „Ich marzenia”      | W. Łuczaj   | K. Jaryczewski | 5:00    |
| 9.  | „Na to nie ma ceny” | W. Łuczaj   | K. Jaryczewski | 3:50    |
| 10. | „Ten wasz świat”    | W. Łuczaj   | K. Jaryczewski | 3:35    |
|     |                     |             |                | 39:45   |

## Skład
- Krzysztof Jaryczewski – śpiew (1-10)
- Wojciech Łuczaj-Pogorzelski – śpiew, gitara (1-10)
- Paweł Mścisławski – gitara basowa (1-4, 7-10)
- Włodzimierz Kania – śpiew, gitara (1, 2, 5, 6)
- Jarosław Szlagowski – perkusja (1-4, 7-10)

oraz
- Marcin Ciempiel – gitara basowa (5, 6)
- Michał Coganianu – perkusja (5, 6)